# Bizzarria (enigmistica)
La bizzarria è una tipologia di gioco enigmistico che non ha regole definite, non risponde a norme fisse ed il cui meccanismo è indicato nello svolgimento stesso dell'esposto del gioco.
In sostanza, qualsiasi tipo di gioco le cui caratteristiche non permettano di classificarlo secondo i canoni classici dell'enigmistica è detto "bizzarria".
Spesso le bizzarrie uniscono le proprietà di vari giochi come l'enigma, la sciarada o la crittografia.
Ecco alcuni esempi:
non è roba per lor... solo per me!

(Soluzione: MarItO, MOglIe, MIO)»
(Ernanl)
(Il Duca Borso)

## Giochi bizzarri
Oltre alle bizzarrie vere e proprie, molti altri giochi enigmistici possono in certe circostanze venire definiti bizzarri.
Quando una o più parti di una sciarada, di un incastro o di qualche altro gioco non hanno un significato vero e proprio ma occorre qualche artificio enigmistico per definirle (come nel caso di abbreviazioni o di numeri romani), allora viene definito sciarada bizzarra o incastro bizzarro.
Un esempio di sciarada bizzarra:
(Dalla Diana d'Alteno)